# Matthias Walkner
Matthias Walkner, né le 1er septembre 1986 à Kuchl, est un pilote autrichien de rallye-raid et de motocross, vainqueur du Rallye Dakar 2018 et champion du monde de motocross 2012 catégorie MX3.

## Biographie
En 2004, il devient pilote officiel pour KTM.
En 2016, alors qu'il dispute le rallye Dakar, il chute lors de la septième étape et se blesse au fémur. Il abandonne alors qu'il est troisième dans la catégorie des motos.
En 2017, il remporte la quatrième étape du rallye Dakar,,,. Il termine deuxième du Rallye Dakar 2017 après avoir abandonné lors des deux précédentes éditions.
Il remporte le Rallye Dakar 2018, puis termine pour la seconde fois deuxième l'année suivante, réalisant ainsi trois podiums de suite sur l'épreuve.

## Palmarès

### Championnats du monde de motocross
- 2013: 3e en MX3
  - Vainqueur des Grand Prix de Bulgarie et d'Ukraine
- 2012: Champion en MX3
  - Vainqueur des Grand Prix d'Italie et de Croatie
- 2011: 21e en MX1
- 2010: 23e en MX1

### Résultats au Rallye Dakar
| Année | Position  | Victoires d'etapes | Marque |
| ----- | --------- | ------------------ | ------ |
| 2015  | abd       | 1                  | KTM    |
| 2016  | abd       | -                  | KTM    |
| 2017  | 2e        | 1                  | KTM    |
| 2018  | Vainqueur | 1                  | KTM    |
| 2019  | 2e        | 2                  | KTM    |
| 2020  | 5e        | -                  | KTM    |
| 2021  | 9e        | -                  | KTM    |
| 2022  | 3e        | -                  | KTM    |
| 2023  | abd       | -                  | KTM    |
| 2024  | Forfait   |                    |        |